# The Punisher (serie de televisión)
Marvel's The Punisher, o simplemente The Punisher es una serie de televisión estadounidense creada por Steve Lightfoot para el servicio de streaming, Netflix, basada en el personaje de Marvel Comics, Punisher. Está ambientada en el Universo cinematográfico de Marvel, y compartiendo continuidad con las películas y otras series de televisión  de la franquicia. Es un spin-off de la primera serie Marvel de Netflix, Daredevil (2015-2018). The Punisher fue producida por Marvel Television en asociación con ABC Studios y Bohemian Risk Productions, con Lightfoot como showrunner.
Jon Bernthal repite su papel de Daredevil como Frank Castle / Punisher, un justiciero que utiliza métodos letales para luchar contra el crimen. Ben Barnes, Amber Rose Revah, Jason R. Moore y Deborah Ann Woll también protagonizan. A ellos se unen Ebon Moss-Bachrach, Daniel Webber, Paul Schulze, Michael Nathanson, y Jaime Ray Newman en la primera temporada, con Josh Stewart, Floriana Lima y Giorgia Whigham uniéndose para la segunda temporada. Una serie de televisión centrada en Punisher recibió un compromiso de piloto en Fox en 2011, pero ese proyecto fracasó. En junio de 2015, Bernthal fue elegido como el personaje que aparecería en la segunda temporada de Daredevil. El desarrollo de un spin-off comenzó en enero de 2016 y Netflix ordenó la serie en abril, cuando se confirmó la participación de Bernthal y Lightfoot. La serie explora el dolor y la violencia del personaje principal y fue filmada en la ciudad de Nueva York.
La primera temporada se estrenó en su totalidad en Netflix, el 17 de noviembre de 2017, seguida de la segunda el 18 de enero de 2019. Recibieron críticas mixtas, pero recibieron varios reconocimientos, incluida una nominación al Primetime Creative Arts Emmy Award. Netflix canceló The Punisher el 18 de febrero de 2019. Todas las series de series Marvel de Netflix se eliminaron de Netflix el 1 de marzo de 2022, luego de que Disney recuperara la licencia para ellas. Comenzaron a transmitirse en Disney+ a partir del 16 de marzo del mismo año. Bernthal repetirá su papel de Frank Castle en la próxima serie de Marvel Studios y Disney+, Daredevil: Born Again.

## Premisa
Después de vengarse de los responsables de la muerte de su familia, la primera temporada encuentra al ex marino en la fuerza de reconocimiento, Frank Castle, conocido en toda la ciudad de Nueva York como "Punisher", descubriendo una conspiración mayor más allá de lo que le hicieron a él y a su familia. La segunda temporada ve a Castle, que ha estado viviendo una vida tranquila en la carretera, involucrado en el misterio que rodea el intento de asesinato de Amy Bendix, lo que lo obliga a decidir si debe aceptar su vida como Punisher.

## Elenco y personajes

### Principales
- Jon Bernthal como Frank Castle / Punisher:
Un justiciero que pretende luchar contra el inframundo criminal por cualquier medio necesario, sin importar cuán letales sean los resultados.[3][4] El showrunner de la temporada uno de Daredevil, Steven S. DeKnight dijo que esta versión de Punisher sería "completamente la versión de Marvel", ya que las representaciones anteriores no aparecían en el banner de Marvel Studios / Marvel Television.[5] Sin embargo, Bernthal estudió todas las representaciones anteriores y dijo: "una vez que devoras y comas todo lo que puedas, mi manera es hacerlo lo más personal posible". Sobre cómo Castle resuena con él, Bernthal dijo: "No tiene una maldita capa. No tiene superpoderes. Es un padre y esposo jodidamente torturado y enojado que vive en este increíble mundo de oscuridad, pérdida y tormento."[6] Bernthal añadió que habría "un componente militar" en la serie ya que Castle es "un soldado... [La serie] se centrará en cierto modo en eso".[7] También afirmó que "el personaje que fue retratado en la segunda temporada de Daredevil fue una especie de historia de origen de cómo este tipo se convirtió en Punisher, por qué se puso el chaleco".[8] Bernthal señaló que "siempre quiso preservar la esencia de" Castle, a quien Bernthal describió como "brutal", "dañado" y "torturado", explorando "el dolor y lo que hay detrás de la violencia y la razón por la cual está cometiendo violencia" que es "completamente satisfactoria y adictiva para él".[9]
- Ebon Moss-Bachrach como David Lieberman / Micro:
Un ex analista de la Agencia de Seguridad Nacional que ayuda a Castle después de fingir su muerte.[10][11] Respecto a la relación de Micro con Castle, Moss-Bachrach dijo: "Nos hemos encontrado con enemigos comunes y es un matrimonio de conveniencia". Moss-Bachrach también sintió que la versión de cómic del personaje era "un pony de un solo truco", que proporcionaba equipo a Castle, pero que el personaje se vuelve "interesante cuando su relación empeora" y esperaba explorar eso en la serie.[8]
- Ben Barnes como Billy Russo / Jigsaw: El ex mejor amigo de Castle cuando sirvieron juntos en el Force Recon. Russo dirige Anvil, una corporación militar privada.[12][10] En la temporada 2, desarrolla cicatrices en la cara, pérdida de memoria y una mente rota como un "rompecabezas" después de que Castle le golpeara la cabeza contra un espejo al final de la primera temporada.
- Amber Rose Revah como Dinah Madani: 
Una agente especial iraní-estadounidense del Departamento de Seguridad Nacional de los Estados Unidos, estacionada en Afganistán, que regresa a la ciudad de Nueva York para una investigación que la lleva a cruzarse con Castle.[10][13] Revah señaló que Madani "se ve a sí misma como estadounidense; eso es su ser, eso es lo que quiere proteger, es por eso que hace lo que hace". Como Madani no se basa en un personaje de los cómics, la "investigación de Revah se basó más en la organización y en cómo es para esas personas, y en los procesos lógicos por los que pasaría el personaje. Creo que, para muchos actores, si "Estás interpretando a alguien de los cómics, probablemente sientas que tienes algún tipo de responsabilidad de representar a este personaje de una manera que refleje cómo fueron representados en los cómics. Como no tenía eso, probablemente me permitió ser más abierta en mi representación." Revah habló con oficiales reales de Seguridad Nacional así como con el pueblo iraní "para hacer que esa [parte del personaje] sea auténtica". Se hizo una escopeta especial para Revah, diseñada para su estatura.[13]
- Daniel Webber como Lewis Wilson: Un joven veterano del ejército de los Estados Unidos que lucha con su nueva vida como taxista. Asiste a sesiones de terapia de grupo con otros militares bajo la dirección de Curtis Hoyle.[14][15] Webber sintió que su personaje era "un espejo del viaje de Frank. Estos personajes realmente se miran entre sí y ambos toman caminos separados."[16]
- Paul Schulze como William Rawlins III: El Director de Operaciones Encubiertas de la CIA, que se cruza con Castle debido a su estancia en Afganistán.[14]
- Jason R. Moore como Curtis Hoyle: Un amigo de Castle, una de las pocas personas que sabe que está vivo y ex médico del hospital de la Marina de los Estados Unidos, quien se convirtió en líder de un grupo de terapia después de perder la parte inferior de su pierna izquierda en combate.[14]
- Michael Nathanson como Sam Stein: Un agente especial de la Oficina de Investigaciones del Departamento de Seguridad Nacional y socio de Madani.[14]
- Jaime Ray Newman como Sarah Lieberman: La esposa de David.[14]
- Deborah Ann Woll como Karen Page: 
Una reportera del New York Bulletin y ex asistente de Matt Murdock, que se hizo amiga de Castle después de trabajar en su caso. Woll retoma su papel de las anteriores series Marvel de Netflix.[17][18] Respecto a la relación continua de Page con Castle, Woll dijo: "Frank tiene un punto débil en el corazón de Karen, y ciertamente con la historia oscura que tiene Karen, hay muy pocas personas con las que pueda compartir su yo auténtico. Frank es alguien con quien potencialmente podría abrirse completamente".[7] Añadió: "Hay algo acerca de Frank, donde [Karen] no tiene por qué avergonzarse de su lado más oscuro y profundo de sí misma. Puede ser más honesta con él".[8]
- Josh Stewart como John Pilgrim: Un hombre con un exterior tranquilo y un interior despiadado, que se ve obligado a utilizar las habilidades violentas que desarrolló en su antiguo vida una vez más.[19] Stewart lo describió como un fundamentalista cristiano de derecha alternativa.[20]
- Floriana Lima como Krista Dumont: Una psicoterapeuta para veteranos militares[19] que trabaja con Billy Russo. Está "muy encubierta" y "muy tensa" en su vida personal y "no quiere dejar entrar a nadie en su mundo personal", según la diseñadora de vestuario de la segunda temporada, Lorraine Calvert.[20]
- Giorgia Whigham como Amy Bendix: Una vagabunda con un pasado misterioso.[19] Es una adolescente a la que no le gusta usar malas palabras y huye de los hombres de Pilgrim, lo que la lleva a ella finalmente se cruza con Castle.[20]

### Recurrentes

#### Introducidos en la temporada 1
- Shohreh Aghdashloo como Farah Madani: La madre de Dinah que dirige una práctica psiquiátrica exitosa.[21][22]
- Jordan Mahome como Isaac Lange: Un veterano militar que asiste a los grupos de apoyo de Hoyle.
- Kelli Barrett como Maria Castle: La difunta esposa de Castle.[23]
- Aidan Pierce Brennan como Frank Castle Jr.: El hijo fallecido de Castle.[16]
- Nicolette Pierini como Lisa Castle: La hija fallecida de Castle.
- Ripley Sobo como Leo Lieberman: La hija de David y Sarah.[23]
- Kobi Frumer como Zach Lieberman: El hijo de David y Sarah.[23]
- Tony Plana como Rafael "Rafi" Hernandez: El director de operaciones de la Seguridad Nacional y mentor de Madani.[24]
- Royce Johnson como Brett Mahoney: El sargento detective en el distrito 15 de la policía de Nueva York. Johnson retoma su papel de las anteriores series Marvel de Netflix.

#### Introducidos en la temporada 2
- Corbin Bernsen como Anderson Schultz: El colíder de Testament Industries que contrata a John Pilgrim para sus propios propósitos nefastos.
- Annette O'Toole como Eliza Schultz: la colíder de Testament Industries que contrata a John Pilgrim para sus propios propósitos nefastos.
- Jordan Dean como Jake Nelson: Un compañero veterano que se hace amigo y forma equipo con Billy Russo pero que sufre de adicción a las drogas.
- Samuel Gomez como José: Un compañero veterano que forma parte del equipo de Billy Russo.
- Jimi Stanton como Tod: Un compañero veterano que forma parte del equipo de Billy Russo.
- Brett Bartholomew como Phillip: Un compañero veterano que forma parte del equipo de Billy Russo.

### Invitados

#### Introducidos en la temporada 1
- C. Thomas Howell como Carson Wolf: Un agente corrupto de la Seguridad Nacional, supervisor de la "Operación Cerberus" y supervisor de Madani que se cruza con Micro y luego con Castle.[25] Se revela que Wolf es corrupto, trabajando para Rawlins, quien hizo que Wolf incriminara a Micro por ser un traidor, y aparentemente mató a Micro, aunque Micro sobrevivió al atentado contra su vida. Wolf es capturado e interrogado por Frank, antes de ser asesinado después de intentar matar a Frank.
- Delaney Williams como O'Connor: Un racista veterano falso de Vietnam y miembro de la NRA que asiste a los grupos de apoyo de Hoyle. O'Connor es asesinado por Wilson por falsificar su servicio militar.
- Lucca de Oliveira como Donny Chávez: Un trabajador de la construcción recién nombrado en la ciudad de Nueva York que intentó hacerse amigo de Castle.
- Chris Critelli como Lance: Un trabajador de la construcción y un criminal de bajo nivel que a menudo se burlaba de Castle.
- James J. Lorenzo como Tony Gnucci: Un miembro de la Familia criminal Gnucci, una organización criminal italoestadounidense con sede en la ciudad de Nueva York.
- Geoffrey Cantor como Mitchell Ellison: El editor en jefe del New York Bulletin y jefe de Page. Cantor retoma su papel de Daredevil.[25]
- Shez Sardar como Ahmad Zubair: Un policía afgano que trabajó con Madani.
- Jeb Kreager como Gunner Henderson: un veterano de la Infantería de Marina y miembro del Escuadrón Cerberus que trabajó junto a Castle y luego se recluyó al regresar a casa. Más tarde, Gunner se reunió con Castle y lo ayuda a matar a varios agentes de Anvil enviados para matar a Gunner; Gunner recibe un disparo en el abdomen y se desangra hasta morir.
- Clancy Brown como Ray Schoonover: Oficial al mando de Castle en Afganistán. Brown retoma su papel de Daredevil.[25]
- Tim Guinee como Clay Wilson: El padre de Lewis Wilson que trabaja para ayudar a su hijo a adaptarse a su vida civil.
- Rob Morgan como Turk Barrett: Un criminal de bajo nivel que opera en Hell's Kitchen y Harlem. Morgan retoma su papel de anteriores series Marvel de Netflix.[26]
- Mary Elizabeth Mastrantonio como Marion James: Directora adjunta de la CIA.[24]
- Andrew Polk como Morty Bennett: Un coronel que era miembro del Escuadrón Cerberus y trabajaba bajo las órdenes de Rawlins. Morty es asesinado por Russo después de ser utilizado como cebo para Castle.
- Rick Holmes como Stan Ori: Un senador estadounidense que es entrevistado por Karen Page sobre sus puntos de vista sobre el control de armas.
- Houshang Touzie como Hamid Madani: El padre de Dinah, que es médico.

Los presentadores de NY1, Pat Kiernan, Roma Torre y Stacy-Ann Gooden hacen un cameo como ellos mismos.

#### Introducidos en la temporada 2
- Alexa Davalos como Beth Quinn: Una madre soltera en Ecorse, Míchigan que dirige Lola's Roadhouse y se interesa brevemente por Castle.
- Jagger Nelson como Rex Quinn: El hijo de Beth a quien le gusta Castle.
- Avery Mason como Ringo: Un portero y guardaespaldas que trabaja en Lola's Roadhouse.
- Michael Pemberton como el teniente Ferrara: Un policía corrupto contactado por Pilgrim para cubrir su actividad en Míchigan.
- Teri Reeves como Marlena Olin: Una dura mercenaria que trabaja para Pilgrim.
- Alex Notkin como Sergei Konchevsky: Un aliado de Amy que es torturado por Pilgrim.
- Joe Holt como Sheriff Roy Hardin: Un sheriff duro y disciplinado de Larkville, Ohio, que ayuda a Castle.
- Brandon Gill como ayudante Ken Ogden: Uno de los ayudantes de Hardin y hermano de Bruce.
- Jamie Romero como diputado Murphy: Uno de los ayudantes de Hardin.
- Rudy Eisenzopf como diputado Dobbs: Uno de los ayudantes de Hardin.
- Donald Webber Jr. como Bruce Ogden: Un preso en la estación del sheriff del condado de Larkville y hermano de Ken.
- Ilia Volok como Kazán: Miembro de una pandilla rusa.
- Keith Jardine como un matón ruso, empleado por Kazán.
- Allie McCulloch como Rebecca Pilgrim: La amorosa y enferma esposa de Pilgrim.
- Zell Steele Morrow como Michael Pilgrim: El hijo de Pilgrim.
- Henry Boshart como Lemuel Pilgrim: El hijo de Pilgrim.
- Thomas G. Waites como Arthur Walsh: Un padre adoptivo pedófilo que abusó sexualmente de Russo cuando era niño.
- Charles Brice como Bobby: Un compañero veterano que forma parte del equipo de Billy Russo.
- Brett Diggs como Anton: Un compañero veterano que forma parte del equipo de Billy Russo.
- Dikran Tulaine como Nikolai Poloznev: Un empresario y gánster ruso.
- Todd Alan Crain como David Schultz: Senador e hijo gay de los Schultz.
- Derek Goh como Danny: Un joven miembro de la antigua pandilla de Pilgrim a quien contrató para localizar a Castle y Bendix.
- Jordyn DiNatale como Shantel: Una amiga de Bendix que vive en la ciudad de Nueva York y exmiembro de Fiona's Crew contratada por Konchevsky.
- Kevin Chapman como Kusack: Un viejo conocido de Pilgrim que es un supremacista blanco.
- Joseph D. Reitman como "Creepy" Ed Zatner: Un funerario y aliado de Karen Page con una extraña obsesión por los zapatos de mujer.

Shooter Jennings, Ted Russell Kamp, James Douglass, John F. Schreffler Jr. y Aubrey Richmond aparecen como ellos mismos.

## Episodios
| Temporada | Temporada | Episodios | Episodios | Emisión original        | Emisión original        |
| --------- | --------- | --------- | --------- | ----------------------- | ----------------------- |
|           | 1         | 13        | 13        | 17 de noviembre de 2017 | 17 de noviembre de 2017 |
|           | 2         | 13        | 13        | 18 de enero de 2019     | 18 de enero de 2019     |

## Producción

### Desarrollo
En octubre de 2011, ABC Studios vendió un guion basado en Punisher a Fox, quien le dio al proyecto un compromiso de episodio piloto. La serie sería un serie procedimental de una hora sobre el detective Frank Castle, "cuyo alter ego es el de un justiciero que busca justicia para aquellos a quienes el sistema judicial les ha fallado". Ed Bernero fue designado como productor ejecutivo, pero para mayo de 2012, el proyecto no había avanzado. Un año después, los derechos cinematográficos del personaje volvieron de Lionsgate a Marvel. En junio de 2015, Jon Bernthal fue anunciado como elegido para interpretar a Frank Castle en la segunda temporada de Daredevil en Netflix. La serie fue la primera de varias series de acción en vivo proporcionadas a Netflix por Marvel Television y ABC Studios, con series posteriores presentando a Jessica Jones, Luke Cage y Iron Fist, todas ellas conducentes a una miniserie basada en los Defensores.
En enero de 2016, antes del estreno de la segunda temporada de Daredevil, Netflix estaba en "desarrollo muy temprano" de una serie derivada titulada The Punisher y estaba buscando un showrunner. La serie se centraría en Bernthal como Castle y se describió como una serie independiente, fuera de las series previas a The Defenders. El jefe de Marvel Television y productor ejecutivo, Jeph Loeb dio a entender que Marvel Television no habían instigado el desarrollo del spin-off y se estaban concentrando en hacer "los mejores 13 episodios de la segunda temporada de Daredevil" en ese momento, pero sí dijeron: "Nunca voy a disuadir a una cadena de mirar uno de nuestros personajes y animándonos a hacer más... Si tenemos la suerte de que a través del guion, de la dirección, del actor la gente quiera ver más de esa persona, fantástico". Loeb declaró un mes después que los informes sobre la posible spin-off eran "algo sobre lo que la gente especula, en lugar de algo que realmente está sucediendo".
En abril de 2016, Netflix ordenó oficialmente una temporada completa de 13 episodios de The Punisher, confirmó la participación de Bernthal y nombró a Steve Lightfoot como productor ejecutivo y showrunner. Loeb, Cindy Holland y Jim Chory también son productores ejecutivos. En diciembre de 2017 se ordenó una segunda temporada de 13 episodios.

### Guion
Lightfoot señaló que «los antihéroes con pasado oscuro, que son moralmente grises, siempre son interesantes para escribir». Al decidir trabajar en The Punisher, Lightfoot declaró, «Me atraía un tipo que está lidiando con la pena – ¿cómo lo hace?... Hablamos mucho mientras desarrollábamos la serie que una vez que tomas la mano de la violencia es imposible dejarlo ir. Esa relación con la violencia realmente me interesó, no solo el hecho de que tiene la capacidad de usarla sino también el costo de la misma». Lightfoot se inspiró en la serie de películas de Bourne y en la película American Sniper al acercarse a la serie.

### Casting

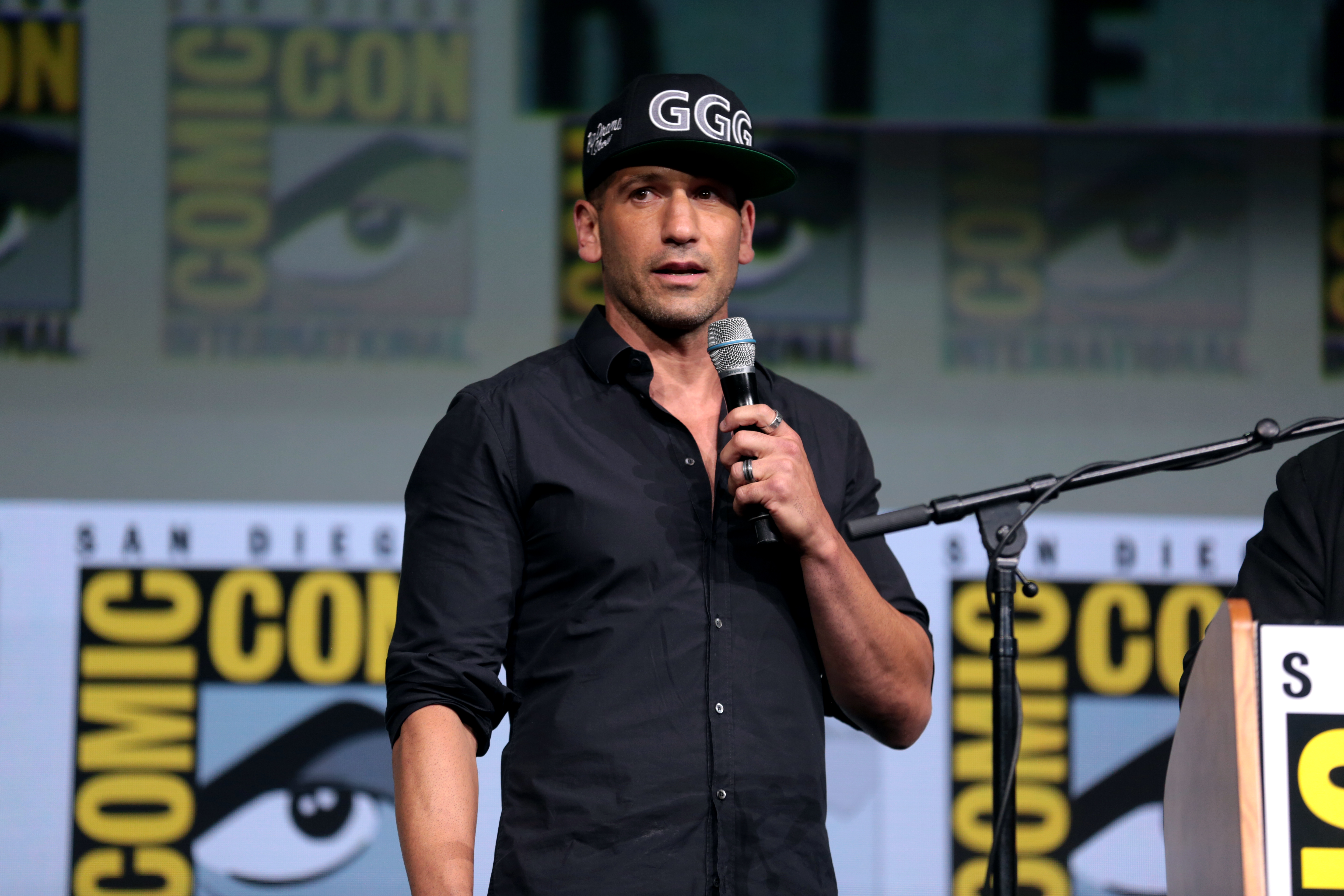
Bernthal promocionando The Punisher en la San Diego Comic-Con de 2017.

Bernthal había sido elegido como Castle en junio de 2015 para aparecer en la segunda temporada de Daredevil, y se confirmó que retomaría el papel para el spin-off en abril de 2016. Ese septiembre, Ben Barnes fue elegido para la serie en un papel regular no especificado. El mes siguiente, se revelaron fotos del set que Deborah Ann Woll retomaría su papel de Daredevil como Karen Page, mientras que se anunció que Barnes interpretaría a Billy Russo, y Ebon Moss-Bachrach y Amber Rose Revah también se unieron a la serie, como David Lieberman / Micro y Dinah Madani, respectivamente. En la New York Comic Con, Bernthal confirmó a Woll como coprotagonista. A finales de octubre, Marvel anunció el casting adicional de Daniel Webber como Lewis Wilson, Jason R. Moore como Curtis Hoyle, Paul Schulze como William Rawlins, Jaime Ray Newman como Sarah Lieberman y Michael Nathanson como Sam Stein.
Para la segunda temporada, Bernthal, Barnes, Revah, Moore y Woll repiten sus papeles. A ellos se une Josh Stewart como John Pilgrim, Floriana Lima como Krista Dumont y Giorgia Whigham como Amy Bendix, quienes fueron elegidas en febrero de 2018. En mayo de 2018, Corbin Bernsen y Se anunció que Annette O'Toole se uniría al elenco como Anderson y Eliza Schultz, respectivamente.

### Rodaje
El rodaje de la serie se lleva a cabo en Nueva York, incluyendo Brooklyn, y Astoria, Queens.

### Música
En abril de 2017, Tyler Bates fue anunciado como el compositor de The Punisher, después de haber compuesto previamente para Guardianes de la Galaxia y Guardianes de la Galaxia Vol. 2 de Marvel.

## Estreno
The Punisher se estrenó en el servicio de streaming, Netflix, en todo el mundo. Los episodios de cada temporada se estrenaron simultáneamente, a diferencia de un formato serializado, para fomentar la observación maratónica, un formato que ha tenido éxito para las otras series de Netflix. A pesar de ser calificado como un "Original de Netflix", los derechos de la licencia fueron trasladados de Netflix a Disney.
The Punisher junto con las otras series de Marvel de Netflix, se eliminaron de Netflix el 1 de marzo de 2022 debido a que la licencia de Netflix para la serie finalizó y Disney recuperó los derechos. Disney optó por que Netflix no pagara una gran tarifa de licencia para conservar los derechos de distribución de la serie, y en cambio, anunció que toda las series estarían disponible en Disney+ el 16 de marzo en Estados Unidos, Canadá, Reino Unido, Irlanda, Australia y Nueva Zelanda, y en los demás mercados de Disney+ a finales de 2022. En los Estados Unidos, se introdujeron controles parentales revisados en el servicio para permitir que se agregue el contenido más adulto de la serie, de manera similar a los controles que ya existen para otras regiones que tienen el centro de contenido, Star.

## Recepción

### Respuesta crítica
| Temporadas | Temporadas | Recepción por parte de la crítica | Recepción por parte de la crítica |
| Temporadas | Temporadas | Rotten Tomatoes                   | Metacritic                        |
| ---------- | ---------- | --------------------------------- | --------------------------------- |
|            | 1          | 68% (80 reseñas)                  | 55 (20 reseñas)                   |
|            | 2          | 62% (37 reseñas)                  | 58 (6 reseñas)                    |

El sitio web del agregador de reseñas, Rotten Tomatoes reportó un índice de aprobación del 68% con una calificación promedio de 6.70/10 basada en 80 reseñas. El consenso crítico del sitio web dice: "Un comienzo difícil no puede evitar que The Punisher traspase los límites del universo televisivo de Marvel con una nueva versión del thriller de acción derivado de los cómics". Metacritic, que utiliza un promedio ponderado, se le asigna una puntuación de 55 sobre 100, basada en 20 críticos, lo que indica "reseñas mixtas o promedio".
En Rotten Tomatoes, la segunda temporada tiene un índice de aprobación del 62% con una calificación promedio de 6.7/10 según 37 reseñas. El consenso crítico del sitio web dice: "La segunda temporada de The Punisher deja a los fanáticos divididos entre la diversión innegablemente llena de acción y la representación decepcionante del carismático Frank Castle". En Metacritic, se le asignó una puntuación de 58 sobre 100, basada en 6 críticas, lo que indica "críticas mixtas o promedio".

### Reconocimientos
La serie ganó un premio BMI Streaming Media Award en los Premios BMI Film & TV de 2020, y fue nominado para un Premio Golden Reel, cinco Premios Golden Trailer, un Primetime Creative Arts Emmy Award, y cuatro Premios Saturn, y finalmente ganó como Mejor Serie de Superhéroes de Nuevos Medios.

## Continuación y futuro
La serie fue cancelada el 18 de febrero de 2019. Antes de la cancelación de The Punisher, el presidente de Walt Disney Direct-to-Consumer and International, Kevin A. Mayer, señaló que, si bien aún no se había discutido, existía la posibilidad de que Disney+ pudiera revivir las otras series Marvel de Netflix canceladas. Hulu, el vicepresidente sénior de originales, Craig Erwich, también dijo que el servicio de streaming estaba abierto a revivir la serie anterior de Netflix.
Antes de la aparición de Charlie Cox como Daredevil en Echo, que se estrenó en enero de 2024, el jefe de streaming de Marvel Studios, Brad Winderbaum reconoció que Marvel Studios había sido anteriormente "un poco cauteloso" acerca de lo que era parte de su Sagrada Línea del Tiempo, señalando cómo había habido una división corporativa entre lo que creó Marvel Studios y lo que creó Marvel Television. Continuó diciendo que a medida que ha pasado el tiempo, Marvel Studios ha comenzado a ver "lo bien integradas que están las historias [de Marvel Television]" y personalmente se sintió "confiado" al decir que la serie Daredevil de Netflix era parte de la Sagrada Línea del Tiempo. Con el estreno de Echo, todas las series de Netflix se agregaron a la Cronología de Disney+ con The Punisher colocada junto al contenido de la Fase Tres del MCU, después de Spider-Man: Homecoming (2017). Una actualización de la línea de tiempo de Disney+ dividió la serie por temporada, con la segunda temporada de The Punisher ubicada entre Thor: Ragnarok (2017) y Ant-Man and the Wasp (2018). Bernthal retomará su papel de Frank Castle / Punisher en la serie de Marvel Studios y Disney+, Daredevil: Born Again (2025).